# Velká cena USA silničních motocyklů

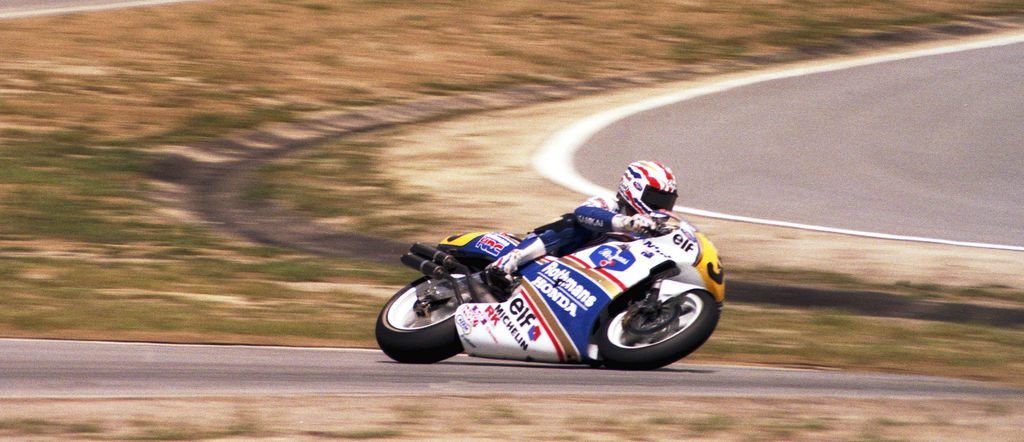
Mick Doohan na motorce

Grand Prix USA je motocyklový závod, který se koná jako součást Prix silničních motocyklů závodní sezóny.

## Vítězové Grand Prix silničních motocyklů - USA
Růžové pozadí ukazuje událost, která nebyla součástí Prix silničních motocyklů Racing Championship.
| Rok  | Trať        | 50 cc         | 125 cc            | Moto2           | MotoGP          | Report |
| ---- | ----------- | ------------- | ----------------- | --------------- | --------------- | ------ |
| 2011 | Laguna Seca |               | závod se nejel    | závod se nejel  | Casey Stoner    | Report |
| 2010 | Laguna Seca |               | závod se nejel    | závod se nejel  | Jorge Lorenzo   | Report |
| Rok  | Trať        | 125 cc        | 250 cc            | MotoGP          | Report          |        |
| 2009 | Laguna Seca |               | závod se nejel    | závod se nejel  | Dani Pedrosa    | Report |
| 2008 | Laguna Seca |               | závod se nejel    | závod se nejel  | Valentino Rossi | Report |
| 2007 | Laguna Seca |               | závod se nejel    | závod se nejel  | Casey Stoner    | Report |
| 2006 | Laguna Seca |               | závod se nejel    | závod se nejel  | Nicky Hayden    | Report |
| 2005 | Laguna Seca |               | závod se nejel    | závod se nejel  | Nicky Hayden    | Report |
| Rok  | Trať        | 50 cc         | 125 cc            | 250 cc          | 500 cc          | Report |
| 1994 | Laguna Seca |               | Takeshi Tsujimura | Doriano Romboni | Luca Cadalora   | Report |
| 1993 | Laguna Seca |               | Dirk Raudies      | Loris Capirossi | John Kocinski   | Report |
| 1991 | Laguna Seca |               | závod se nejel    | Luca Cadalora   | Wayne Rainey    | Report |
| 1990 | Laguna Seca |               | závod se nejel    | John Kocinski   | Wayne Rainey    | Report |
| 1989 | Laguna Seca |               | závod se nejel    | John Kocinski   | Wayne Rainey    | Report |
| 1988 | Laguna Seca |               | závod se nejel    | Jim Filice      | Eddie Lawson    | Report |
| Rok  | Trať        | 50 cc         | 125 cc            | 250 cc          | 500 cc          | Report |
| 1965 | Daytona     | Ernst Degner  | Hugh Anderson     | Phil Read       | Mike Hailwood   | Report |
| 1964 | Daytona     | Hugh Anderson | Hugh Anderson     | Alan Shepherd   | Mike Hailwood   | Report |
| 1963 | Daytona     | Mitsuo Itoh   | Ernst Degner      | Fumio Ito       | Don Vesco       | Report |